# Vysoký Újezd (Orlická tabule)
Vysoký Újezd (321 m n. m.) je vrch v okrese Hradec Králové Královéhradeckého kraje. Leží asi 0,5 km jihozápadně od obce Vysoký Újezd na jejím katastrálním území.

## Geomorfologické zařazení
Geomorfologicky vrch náleží do celku Orlická tabule, podcelku Třebechovická tabule a okrsku Černilovská tabule, jehož je to nejvyšší bod.